# Dekanat Sopoćkinie
Dekanat Sopoćkinie – jeden z 16 dekanatów diecezji grodzieńskiej na Białorusi. W jego skład wchodzi 7 parafii. 

## Lista parafii
| Lp. | Miejscowość / parafia                                                                        | Proboszcz / administrator    | Kościół                                                                                 | Zdjęcie |
| --- | -------------------------------------------------------------------------------------------- | ---------------------------- | --------------------------------------------------------------------------------------- | ------- |
| 1   | Adamowicze Parafia Wniebowzięcia Najświętszej Maryi Panny                                    | ks. Aleksander Szemet        | Kościół Wniebowzięcia Najświętszej Maryi Panny w Adamowiczach                           |         |
| 2   | Zarzeczanka Parafia Narodzenia Najświętszej Maryi Panny                                      |                              | Kościół Narodzenia Najświętszej Maryi Panny w Zarzeczance                               |         |
| 3   | Hołynka Parafia Podwyższenia Krzyża Świętego                                                 | ks. Paweł Giedrojć           | Kościół Podwyższenia Krzyża Świętego w Hołynce                                          |         |
| 4   | Podłabienie (d. Łabno) Parafia Matki Bożej Różańcowej                                        |                              | Kościół Matki Bożej Różańcowej w Podłabieniach                                          |         |
| 5   | Perstuń Parafia Zwiastowania Najświętszej Maryi Panny                                        | ks. Paweł Giedrojć           | Kościół Zwiastowania Najświętszej Maryi Panny w Perstuniu                               |         |
| 6   | Sopoćkinie (Teolin) Parafia Wniebowzięcia Najświętszej Maryi Panny i św. Jozafata Kuncewicza |                              | Kościół Wniebowzięcia Najświętszej Maryi Panny i św. Jozafata Kuncewicza w Sopoćkiniach |         |
| 7   | Sylwanowce Parafia Przemienienia Pańskiego                                                   | o. Kazimierz Jędrzejczak OMI | Kościół Przemienienia Pańskiego w Sylwanowcach                                          |         |